# جيمس كوان (سياسي)
جيمس كوان هو سياسي كندي، ولد في 20 أغسطس 1831 ببورتاج لابريري في كندا، وتوفي في 2 سبتمبر 1910.